# Castle in the Sky
Castle in the Sky (ook Laputa: Castle in the Sky; Japanse titel: 天空の城ラピュタ/Tenkū no Shiro Rapyuta, "Luchtkasteel Laputa") is een Japanse anime-film uit 1986 van Studio Ghibli, geschreven en geregisseerd door Hayao Miyazaki.

## Verhaal
De film begint met de legende dat mensen ooit steden bouwden in de lucht vanwege hun obsessie met vliegen. Deze steden hielden echter geen stand en vielen een voor een terug naar de aarde. Alleen de stad Laputa zou volgens de legende nog altijd ergens in de lucht zweven, continu verborgen door een onweersbui.
Aan boord van een luchtschip wordt een jong meisje genaamd Sheeta door kwaadaardig uitziende mannen naar een onbekende locatie gebracht. Het schip wordt aangevallen door piraten geleid door een vrouw genaamd Dola. In de chaos steelt Sheeta een medaillon van kolonel Muska en vlucht weg. De piraten hebben het ook op het medaillon voorzien, maar voor ze het te pakken krijgen valt Sheeta uit het schip. Het medaillon straalt hierop een vreemd blauw licht uit en Sheeta landt ongedeerd op de grond. Een jonge mijnwerker genaamd Pazu ziet dit, en neemt haar mee naar zijn huis. Hier vertelt hij haar dat zijn vader ooit de stad Laputa heeft gezien.
Met zowel de piraten als de overheid achter hen aan zijn de twee al snel gedwongen te vluchten. Ze ontmoeten een oude mijnwerker genaamd OomPom, die hun vertelt over "volucite", een soort kristal dat Laputa zijn energie geeft. Volgens hem is Sheeta’s mediallon een van de grootste en zuiverste versies van dit kristal. Hij waarschuwt haar het kristal nooit voor kwaadwillige doeleinden te gebruiken. Kort hierna worden de twee gevangen door de overheid, en van elkaar gescheiden. Een generaal praat met Muska over de zoektocht naar Laputa, en beide zijn van mening dat Sheeta en haar kristal de sleutel zijn tot het vinden van de stad. Muska onthult Sheeta dat hij op de hoogte is van haar echte naam, Lusheeta Toel Ul Laputa (Laputaiaans voor “Sheeta, ware heerser van Laputa”). Hij belooft Pazu te laten gaan als ze ermee instemt mee te helpen Laputa te zoeken.
Pazu keert na zijn vrijlating terug naar huis, waar Dola en haar piraten op hem wachten. Ze overtuigen hem hen te helpen Laputa eerst te vinden. In de militaire basis waar Sheeta wordt vastgehouden, activeert ze het kristal, dat de weg naar Laputa aangeeft. Hierbij activeert ze echter ook een robot die jaren terug vanuit Laputa naar de aarde viel en sindsdien door de overheid wordt bewaard. De robot begint alles om zich heen te verwoesten. In de chaos verliest Sheeta het kristal. Sheeta kan op tijd worden gered door de piraten, die vervolgens met hun schip, de Tiger Moth, koers zetten naar Laputa. Muska en de generaal vinden het kristal, vertrekken met een militair luchtschip genaamd de Goliath eveneens naar Laputa.
Beide schepen worstelen zich door de storm die Laputa omringt, terwijl ze ook met elkaar vechten. De Tiger Moth arriveert eerst in Laputa. De stad blijkt echter verlaten, op een enkele robot na. De Goliath arriveert niet veel later, waarna de soldaten de stad plunderen van alle rijkdommen. De piraten worden gevangen. Sheeta wordt door Muska meegenomen naar een vreemde bol die de hele stadskern omringt. Pazu bevrijdt de piraten en zet de achtervolging in. In het centrum van de stad vinden Muska en Sheeta een enorm Volucitekristal dat als krachtbron van de stad dient. Muska onthult dat hij ook een erfgenaam van de troon van Laputa is. Hij neemt de controle over de stad en al diens technologie. Hij laat een heel robotleger ontwaken om de soldaten en de generaal uit de weg te ruimen. In de climax van de film bemachtigt Sheeta haar medaillon weer, en gebruikt samen met Pazu de spreuk der vernietiging om de stad deels op te blazen zodat de technologie ervan nooit meer in verkeerde handen kan vallen. Muska sterft terwijl Sheeta, Pazu en de piraten aan de vernietiging kunnen ontkomen.

## Rolverdeling
| Personage         | Acteur            | Engelse dub        |
| ----------------- | ----------------- | ------------------ |
| Pazu              | Mayumi Tanaka     | James Van Der Beek |
| Sheeta            | Keiko Yokozawa    | Anna Paquin        |
| Muska             | Minori Terada     | Mark Hamill        |
| Dola              | Kotoe Hatsui      | Cloris Leachman    |
| Oom Pomme         | Fujio Tokita      | Richard Dysart     |
| Shogun Mouro      | Ichiro Nagai      | Jim Cummings       |
| Oyakata           | Hiroshi Ito       | John Hostetter     |
| Shalulu / Charles | Takumi Kamiyama   | Michael McShane    |
| Lui / Louis       | Yoshito Yasuhara  | Mandy Patinkin     |
| Anli / Henri      | Sukekiyo Kameyama | Andy Dick          |

## Achtergrond

### Wereld
De film speelt zich duidelijk af op aarde, maar in een alternatieve geschiedenis. Zo worden er plaatsen genoemd die niet echt bestaan. Volgens een foto die in de film te zien is moet de film zich ergens tussen 1868 en 1900 afspelen. Volgens kolonel Muska is Laputa in deze wereld de bron van veel Bijbelse en Hindoeïstische legendes.
De naam Laputa is afkomstig uit het boek Gulliver's Travels van Jonathan Swift.

### Verschillen tussen de versies
Een Engelstalige versie van de film werd uitgebracht door Disney. Hoewel veel van de plot en het script onveranderd zijn gelaten, bevat de Engelstalige versie wel een paar verschillen met de Japanse:
- Er werd meer achtergrondgeluid en catchphrases toegevoegd.
- Componist Joe Hisaishi kreeg de opdracht om de originele muziek van de film uit te breiden.
- Pazu en Sheeta klinken in de Engelstalige versie een stuk ouder dan in de Japanse.
- De dialogen werden op sommige punten aangepast om een ander effect te krijgen.
- Referenties naar Robert Louis Stevensons Treasure Island werden eruit gehaald.
- De Engelstalige versie van de film heeft niet het woord "Laputa" in de titel, mede omdat in het Spaans la puta de benaming is voor "de hoer". In de Spaanse uitgave van de film wordt het kasteel Lapuntu genoemd.

### Filmmuziek
1. "The Girl Who Fell from the Sky" – 2:27
2. "Morning in Slag Ravine" – 3:04
3. "A Fun Brawl (Pursuit)" – 4:27
4. "Memories of Gondoa" – 2:46
5. "Discouraged Pazu" – 1:46
6. "Robot Soldier (Resurrection/Rescue)" – 2:34
7. "Carrying You" – 2:02 (koor: Suginami Children's Choir)
8. "Sheeta's Decision" – 2:05
9. "On the Tiger Moth" – 2:32
10. "An Omen to Ruin" – 2:18
11. "The Sea of Cloud Under the Moonlight" – 2:33
12. "Laputa: Castle in the Sky" – 4:36
13. "The Collapse of Laputa" – 2:00 (koor: Suginami Children's Choir)
14. "Carrying You" – 4:07 (gezongen door Azumi Inoue)

## Prijzen
- Ofuji Award; Mainichi Movie Competition
- Eerste plaats; Pia Ten (Best Films of the Year)
- Eerste plaats; Japanese Movies; City Road
- Eerste plaats; Japanese Movies; Eiga Geijyutsu (Movie Art)
- Eerste plaats; Japanese Films Best 10; Osaka Film Festival
- Achtste plaats; Japanese Films; Kinema Junpo Best 10
- Tweede plaats; Readers' Choice; Kinema Junpo Best 10
- Beste Anime; 9e Anime Grand Prix
- Special Recommendation; The Central Committee for Children's Welfare
- Special Award (to Miyazaki & Takahata); Revival of Japanese Movies
- Best Design Award; Anime